# Джим Къмингс
Джеймс Джона Къмингс (на английски: James Jonah Cummings; роден на 3 ноември 1952 г.) е американски озвучаващ актьор. Известен е като гласа на Мечо Пух в „Новите приключения на Мечо Пух“, титулярния герой в „Чернокрилият паток“, Таз в „Тазмания“, и д-р Роботник в „Таралежът Соник“. Озвучава и във филми на Disney и DreamWorks като „Аладин“, „Цар Лъв“, „Балто“, „Мравката Зед“, „Пътят към Елдорадо“, „Шрек“ и „Принцесата и жабокът“.

## Личен живот
Има две деца от съпругата си Стефани Къмингс, както и две по-големи от предишен брак. Двамата се развеждат през 2011 г.

### Обвинения в домашно насилие и изнасилване
През 2019 г. Стефани Къмингс заявява, че нейният бивш съпруг я подлагал „на физически, сексуален и емоционален тормоз, който включва, но не се ограничава до смъртни заплахи, изнасилване и многобройни сексуално извратени актове без мое съгласие“. Тя също споменава, че Къмингс я изнасил през 2013 и подлагал на тормоз семейното им куче. Джим Къмингс отрича всичките обвинения и обвинява бившата си съпруга в изнудване.

## Избрана филмография
- „Приключенията на Гумените мечета“ (1985)
- „Малкото пони“ (1986)
- „Истинските ловци на духове“ (1986)
- „Костенурките нинджа“ (1987)
- „Патешки истории“ (1987)
- „Кой натопи Заека Роджър“ (1988)
- „Новите приключения на Мечо Пух“ (1988)
- „Чип и Дейл: Спасителен отряд“ (1989)
- „Капитан Балу“ (1990)
- „Том и Джери хлапаци“ (1990)
- „Приключенията на дребосъците“ (1990)
- „Тазмания“ (1991)
- „Чернокрилия паток“ (1991)
- „Том и Джери: Филмът“ (1992)
- „Отбор Гуфи“ (1992)
- „Фърнгъли: Последната екваториална гора“ (1992)
- „Аладин“ (1992)
- „Батман: Анимационният сериал“ (1992)
- „Семейство Адамс“ (1992)
- „Малката русалка“ (1992)
- „Приключенията на таралежа Соник“ (1993)
- „Аниманиаци“ (1993)
- „Аладин и завръщането на Джафар“ (1994)
- „Цар лъв“ (1994)
- „Господарят на страниците“ (1994)
- „Кърлежа“ (1994)
- „Железният човек“ (1994)
- „Приятели“ (1994)
- „Аладин“ (1994)
- „Горгони“ (1994)
- „Спайдър-Мен: Анимационният сериал“ (1994)
- „Покахонтас“ (1995)
- „Балто“ (1995)
- „Тимон и Пумба“ (1995)
- „Аладин и царят на разбойниците“ (1995)
- „Всички кучета отиват в Рая 2“ (1996)
- „Гърбушкото от Нотр Дам“ (1996)
- „Супермен: Анимационният сериал“ (1996)
- „Принцеса Анастасия“ (1997)
- „Херкулес“ (1997)
- „101 далматинци“ (1997)
- „Мравката Z“ (1998)
- „Цар лъв 2: Гордостта на Симба“ (1998)
- „Реактивните момичета“ (1998)
- „Новото шоу на Уди Кълвача“ (1999)
- „Тарзан“ (1999)
- „Кураж, страхливото куче“ (1999)
- „Пътят към Елдорадо“ (2000)
- „Тигър“ (2000)
- „Титан“ (2000)
- „Бягството на пилето“ (2000)
- „Летящото приключение на Туити“ (2000)
- „Семейство Симпсън“ (2000)
- „Лейди и Скитника 2: Приключенията на Скамп“ (2001)
- „Джими Неутрон: Момчето гений“ (2001)
- „Шрек“ (2001)
- „Атлантида: Изгубената империя“ (2001)
- „Таласъми ООД“ (2001)
- „Легенда за Тарзан“ (2001)
- „Клуб Маус“ (2001)
- „Питър Пан: Завръщане в Невърленд“ (2002)
- „Том и Джери: Вълшебният пръстен“ (2002)
- „Спирит“ (2002)
- „Планетата на съкровищата“ (2002)
- „Бодилчетата“ (2002)
- „101 далматинци II: Приключението на Пач в Лондон“ (2003)
- „Книга за джунглата 2“ (2003)
- „Синбад: Легендата за седемте морета“ (2003)
- „Цар лъв 3: Хакуна матата“ (2004)
- „Феноменалните“ (2004)
- „Чикън Литъл“ (2005)
- „Братът на мечката 2“ (2006)
- „Лерой и Стич“ (2006)
- „Шантава Коледа“ (2006)
- „Лисицата и хрътката 2“ (2006)
- „Клубът на Мики Маус“ (2006)
- „Костенурките нинджа“ (2007)
- „История с пчели“ (2007)
- „Чаудър“ (2007)
- „Финиъс и Фърб“ (2007)
- „Невероятният Спайдър-Мен“ (2008)
- „Принцесата и жабокът“ (2009)
- „Веселия Мадагаскар“(2009)
- „Междузвездни войни: Войните на клонираните“ (2009)
- „Време за приключения“ (2010)
- „Аз, проклетникът“ (2010)
- „Шоуто на Шантавите рисунки“ (2011)
- „Мечо Пух“ (2011)
- „Гномео и Жулиета“ (2011)
- „Кунг-фу панда: Легенди за страхотния боец“ (2011)
- „Замбезия“ (2012)
- „Скуби-Ду: Музиката на вампира“ (2012)
- „Разбивачът Ралф“ (2012)
- „Легендата за Кора“ (2012)
- „Кларънс“ (2014)
- „7 Д“ (2014)
- „Камбанка и феята пират“ (2014)
- „Том и Джери: Изгубеният дракон“ (2014)
- „Междузвездни войни: Бунтовниците“ (2014)
- „Миньоните“ (2015)
- „Сава: Сърцето на воина“ (2015)
- „Сами вкъщи“ (2016)
- „Реактивните момичета“ (2016)
- „Ела, изпей!“ (2016)
- „Мики и приятели състезатели“ (2017)
- „Патешки истории“ (2017)
- „Гномчета вкъщи“ (2017)
- „Ябълко и Луки“ (2018)
- „Историята на Кристофър Робин и Мечо Пух“ (2018)
- „Чаровният принц“ (2018)
- „Г-н Беля“ (2019)
- „Амфибия“ (2019)
- „Котаракът в чизми 2“ (2022)
- „Чип и Дейл: Спасителен отряд“ (2022)